# American Le Mans Series 2011
American Le Mans Series 2011 är den tolfte säsongen American Le Mans Series, den amerikanska enduranceserien för sportvagnar och GT-bilar. Säsongen består av nio deltävlingar, med Sebring 12-timmars först, den 19 mars, och Petit Le Mans sist, den 1 oktober.

## Tävlingskalender
| Datum        | Bana                 | Segrare LMP 1 - Team                             | Segrare LMP 2 - Team                         | Segrare LMPC - Team                       | Segrare GT - Team                                  | Segrare GTC - Team                                   |
| Datum        | Bana                 | Segrare LMP 1 - Förare                           | Segrare LMP 2 - Förare                       | Segrare LMPC - Förare                     | Segrare GT - Förare                                | Segrare GTC - Förare                                 |
| ------------ | -------------------- | ------------------------------------------------ | -------------------------------------------- | ----------------------------------------- | -------------------------------------------------- | ---------------------------------------------------- |
| 19 mars      | Sebring 12-timmars   | Team Oreca Matmut                                | Level 5 Motorsports                          | Genoa Racing                              | BMW Motorsport                                     | Black Swan Racing                                    |
| 19 mars      | Sebring 12-timmars   | Nicolas Lapierre Loïc Duval Olivier Panis        | Scott Tucker Ryan Hunter-Reay Luis Díaz      | Jens Petersen Dane Cameron Michael Guasch | Andy Priaulx Dirk Müller Joey Hand                 | Tim Pappas Sebastiaan Bleekemolen Damien Faulkner    |
| 16 april     | Long Beach           | Muscle Milk Team Cytosport                       | Level 5 Motorsports                          | Core Autosport                            | BMW Team RLL                                       | Black Swan Racing                                    |
| 16 april     | Long Beach           | Klaus Graf Lucas Luhr                            | Scott Tucker Christophe Bouchut              | Gunnar Jeanette Ricardo Gonzalez          | Dirk Müller Joey Hand                              | Tim Pappas Jeroen Bleekemolen                        |
| 9 juli       | Lime Rock            | Dyson Racing                                     | Deltog ej                                    | Genoa Racing                              | BMW Team RLL                                       | The Racer's Group                                    |
| 9 juli       | Lime Rock            | Chris Dyson Guy Smith                            | Deltog ej                                    | Eric Lux Elton Julian                     | Dirk Müller Joey Hand                              | Dion von Moltke Mike Piera                           |
| 24 juli      | Mosport Park         | Muscle Milk Motorsports                          | Deltog ej                                    | Core Autosport                            | Corvette Racing                                    | The Racer's Group                                    |
| 24 juli      | Mosport Park         | Klaus Graf Lucas Luhr                            | Deltog ej                                    | Gunnar Jeanette Ricardo González          | Jan Magnussen Oliver Gavin                         | Duncan Ende Spencer Pumpelly                         |
| 6 augusti    | Mid-Ohio             | Muscle Milk Motorsports                          | Deltog ej                                    | Intersport Racing                         | Walker Racing                                      | The Racer's Group                                    |
| 6 augusti    | Mid-Ohio             | Klaus Graf Lucas Luhr                            | Deltog ej                                    | Kyle Marcelli Tomy Drissi                 | Wolf Henzler Bryan Sellers                         | Duncan Ende Spencer Pumpelly                         |
| 20 augusti   | Road America         | Muscle Milk Motorsports                          | Level 5 Motorsports                          | PR1 Mathiasen Motorsports                 | Risi Competizione                                  | Black Swan Racing                                    |
| 20 augusti   | Road America         | Klaus Graf Lucas Luhr                            | Scott Tucker Christophe Bouchut Luis Díaz    | Butch Leitzinger Rudy Junco Jr.           | Jaime Melo Toni Vilander                           | Tim Pappas Jeroen Bleekemolen                        |
| 3 september  | Baltimore Grand Prix | Oryx Dyson Racing                                | Deltog ej                                    | Intersport Racing                         | Walker Racing                                      | Black Swan Racing                                    |
| 3 september  | Baltimore Grand Prix | Steven Kane Humaid Al Masaood                    | Deltog ej                                    | Kyle Marcelli Tomy Drissi                 | Wolf Henzler Bryan Sellers                         | Tim Pappas Jeroen Bleekemolen                        |
| 17 september | Laguna Seca          | Aston Martin Racing                              | Level 5 Motorsports                          | Genoa Racing                              | Flying Lizard Motorsports                          | The Racer's Group                                    |
| 17 september | Laguna Seca          | Adrián Fernández Stefan Mücke Harold Primat      | Scott Tucker Christophe Bouchut Luis Díaz    | Eric Lux Elton Julian                     | Jörg Bergmeister Patrick Long                      | Duncan Ende Spencer Pumpelly Peter Ludwig            |
| 1 oktober    | Petit Le Mans        | Peugeot Sport Total                              | Level 5 Motorsports                          | PR1 Mathiasen Motorsports                 | AF Corse                                           | Black Swan Racing                                    |
| 1 oktober    | Petit Le Mans        | Franck Montagny Stéphane Sarrazin Alexander Wurz | Scott Tucker Christophe Bouchut João Barbosa | Ken Dobson Henri Richard Ryan Lewis       | Giancarlo Fisichella Gianmaria Bruni Pierre Kaffer | Tim Pappas Jeroen Bleekemolen Sebastiaan Bleekemolen |

## Slutställning
| Klass | Förare                                     | Team                | Bil  | Motor |
| ----- | ------------------------------------------ | ------------------- | ---- | ----- |
| LMP1  | Chris Dyson Guy Smith                      | Dyson Racing        | Lola | Mazda |
| LMP2  | Scott Tucker                               | Level 5 Motorsports | Lola | HPD   |
| LMPC  | Ricardo González Gunnar Jeannette Eric Lux | Genoa Racing        |      |       |
| GT    | Joey Hand Dirk Müller                      | BMW Team RLL        | BMW  | BMW   |
| GTC   | Tim Pappas                                 | Black Swan Racing   |      |       |